# هرم (جزيرة)
هرم (غيرنسي: Haerme) هي واحدة من جزر القنال الإنجليزي وجزء من غيرنزي، وتقع في بحر المانش، إلى الشمال الغربي من فرنسا وجنوب انجلترا. ويبلغ طولها 1.5 ميل (2.4 كـم) وعرضها 0.5 ميل (0.80 كـم).